# Неведро
Неведро (рус. Неведро) слатководно је језеро ледничког порекла смештено на граници између Себешког и Пустошког рејона, на југозападу Псковске области у Русији. Језеро се налази у басену реке Великаје (односно у басену реке Нарве и Балтичког мора) са којим је повезано преко своје једине отоке, реке Неведрјанке.
Акваторија језера обухвата површину од око 8 км² (799,4 хектара), са острвима 8,25 км². Максимална дубина језера је до 8,5 метара, односно просечна од око 3,6 метара.
На обалама језера налазе се села Шилово, Шалахово, Неведро, Малахи и Лопатово.